# Gobierno y política de Kuwait
Kuwait es una monarquía parlamentaria. Todos los hombres adultos, y desde 2006 también las mujeres, que sean ciudadanos del emirato.
Este parlamento nombra al primer ministro, aprueba leyes, controla el gobierno y aprueba los presupuestos.

## Constitución
La Constitución de Kuwait fue ratificada en 1962 y tiene elementos de un sistema de gobierno presidencial y parlamentario. El Emir es el jefe de Estado, cuyos poderes están enumerados en la constitución.

## Rama ejecutiva
La Constitución de Kuwait fue promulgada en 1962.

### Gobierno
El primer ministro elige el gabinete de ministros (gobierno).

### Emir
Los poderes del Emir están definidos por la constitución de 1961. Estos poderes incluyen el nombramiento del primer ministro, quien a su vez elige el gabinete (gobierno). A la muerte del Emir, el príncipe heredero sucede.

## Poder judicial
El poder judicial en Kuwait no es independiente del gobierno, el Emir nombra a todos los jueces y muchos jueces son ciudadanos extranjeros de Egipto. En cada distrito administrativo de Kuwait, hay un Tribunal Sumario (también llamado Tribunal de Primera Instancia que se compone de una o más divisiones, como un Tribunal de Tránsito o un Tribunal Administrativo); luego está la Corte de Apelaciones; Tribunal de Casación y, por último, un Tribunal Constitucional que interpreta la constitución y se ocupa de las disputas relacionadas con la constitucionalidad de las leyes. Kuwait tiene un derecho civil sistema legal.

## Poder legislativo
En teoría, la Asamblea Nacional es el principal poder legislativo de Kuwait.En teoría, la Asamblea Nacional tiene el poder de destituir a los ministros del gobierno de sus cargos. La Asamblea Nacional puede tener hasta 50 diputados. Cincuenta diputados son teóricamente elegidos por voto popular para servir términos de cuatro años. Los miembros del gabinete también se sientan en el parlamento como diputados.